# Tricyphona (Tricyphona) fuscostigmata
Tricyphona (Tricyphona) fuscostigmata is een tweevleugelige uit de familie Pediciidae. De soort komt voor in het Oriëntaals gebied.